# جيمس دريك (مصارع محترف)
جيمس دريك (بالإنجليزية: James Drake)‏ هو مصارع محترف بريطاني، ولد في 4 مارس 1993 في بلاكبول في المملكة المتحدة.

## وصلات خارجية
- جيمس دريك على موقع دبليو دبليو إي (الإنجليزية)
- جيمس دريك على موقع WrestlingData.com (الإنجليزية)
- جيمس دريك على موقع CageMatch worker (الإنجليزية)
- جيمس دريك على موقع قاعدة بيانات المصارعة على الإنترنت (الإنجليزية)
- جيمس دريك على موقع عالم المصارعة على الإنترنت (الإنجليزية)
- جيمس دريك على موقع IMDb (الإنجليزية)
- جيمس دريك على موقع قاعدة بيانات الفيلم (الإنجليزية)